# Milan TV
Milan TV è un canale televisivo tematico, proprietà dell'AC Milan, in onda a pagamento sulle piattaforme Sky Italia e DAZN.
È il primo canale tematico italiano interamente dedicato ad una squadra di calcio.

## Storia
Milan Channel nasce il 16 dicembre 1999, in concomitanza con il centesimo anniversario della fondazione della squadra rossonera, come Option sulla piattaforma televisiva a pagamento TELE+ Digitale: per vedere il canale, infatti, era necessario pagare un importo aggiuntivo sul prezzo dell'abbonamento alla TV a pagamento.
Il canale si presenta al pubblico come una sorta di memoria storica della squadra, trasmettendo la raccolta delle partite e le immagini dell'universo rossonero. Inoltre, trasmette anche le interviste agli allenatori e ai giocatori del Milan, tutte le partite giocate dalla squadra (in differita), tra cui quelle della Serie A, della Coppa Italia e delle competizioni europee, tutti gli allenamenti dal centro sportivo di Milanello, le notizie, e dal 2008 al 2011, anche la Superleague Formula.
Il 31 luglio 2003, in occasione della fusione tra TELE+ Digitale e Stream TV, Milan Channel diventa disponibile al numero 230 della neonata Sky Italia, sempre come Option.
Il 1º agosto 2004 Milan Channel diventa disponibile anche sulla TV di Fastweb, il 18 ottobre 2007 su IPTV di Telecom Italia e il 26 novembre 2007 su Infostrada TV, attraverso le offerte Sky offerte in tecnologia IPTV dai tre operatori telefonici italiani.
Il 30 marzo 2007 Milan Channel annuncia la creazione di un proprio canale YouTube.
Fino al 26 marzo 2013 ha fatto parte della redazione Claudio Lippi, volto storico del canale, morto a seguito di un incidente stradale a Buccinasco. Il 27 marzo, per rendere omaggio al giornalista scomparso, l'emittente trasmette in chiaro dalle 13 sino alla mezzanotte.
Il 1º luglio 2016 il canale diventa Milan TV, rinnovando logo e grafiche e trasferendo gli studi e la redazione all'interno di Casa Milan.
Mentre dal 1º agosto inizia a trasmettere in alta definizione, spegnendo quella a definizione standard.
Il 1º luglio 2018 il canale torna a trasmettere in SD, chiudendo la versione in HD. Nonostante ciò, da questa data il canale diventa disponibile solo per coloro in possesso di un decoder di nuova generazione, e quindi compatibile con lo standard di trasmissione DVB-S2 e per la ricezione di programmi in alta definizione, come lo Sky Box HD, il My Sky HD e lo Sky Q.
Il 13 dicembre 2019 il canale diventa disponibile sulla piattaforma DAZN in HD, dove in precedenza erano già presenti dei contenuti a richiesta.

## Redazione
- Lamberto Siega - Responsabile Editoriale
- Pasquale Campopiano - Coordinatore editoriale
- Francesco Specchia - Digital Reporter
- Simone Nobilini - Digital Reporter
- Maurizio Ferrari - Digital Reporter
- Luca Brivio - Digital Reporter
- Luca Fazzini - Digital Reporter
- Giorgia Tavella - Digital Reporter (TV Guest)
- Mauro Suma - Editorialista

### Ospiti fissi
- Luca Serafini (giornalista)
- Mario Ielpo (opinionista)
- Xavier Jacobelli (opinionista)

## Loghi

16 dicembre 1999 - 30 giugno 2016
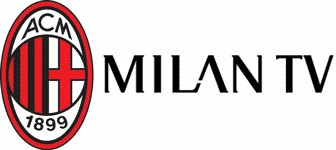
In uso dal 1º luglio 2016